# Кошкин, Владимир Моисеевич
Владимир Моисеевич Кошкин (20 ноября 1936, Харьков — 17 января 2011, Харьков) — советский и украинский физик, область научных интересов — физика твердого тела и полупроводников, доктор физико-математических наук, профессор, заведующий кафедрой физической химии НТУ «ХПИ». Лауреат Государственной премии Украины (2001), заслуженный деятель науки и техники Украины (2009).

## Биография
Родился 20 ноября 1936 года в Харькове. Отец — Моисей Львович Кошкин (1897—1965), доктор медицинских наук, профессор, заведовал кафедрой общей гигиены в Харьковском медицинском институте. Мать — Дора Марковна Горфункель-Кошкина (1901—1983), кандидат медицинских наук, заведовала биохимической лабораторией Харьковского института вакцин и сывороток им. И. И. Мечникова.
В 1959 году окончил Харьковский университет. С 1960 по 1966 год работал научным сотрудником в Научно-исследовательском институте основной химии (НИОХИМ, Харьков). В 1966 году перешёл во Всесоюзный научно-исследовательский институт монокристаллов, где через некоторое время возглавил сектор радиационно-стойких кристаллов. В 1964 году защитил кандидатскую диссертацию, в 1972 – докторскую. В 1981 году стал профессором.
В 1973/1974 уч. году – лектор в Харьковском университете; в 1975—1977 и 1979—1981 годах – лектор в Харьковском политехническом институте. В январе 1982 года возглавил кафедру физической химии (ныне – физической и коллоидной химии) НТУ «ХПИ». Под руководством В. Кошкина защитили кандидатские диссертации 14 научных работников.
Умер 17 января 2011 года в Харькове. 21 ноября 2011 года в память о Владимире Кошкине была открыта мемориальная доска на здании химического корпуса НТУ «ХПИ».

## Научная деятельность

### Физика
- Многокомпонентные полупроводники

В составе рабочей группы синтезировал новые трёхкомпонентные полупроводники. Предложил обобщённую систему кристаллохимических радиусов элементов с учётом ионности связей и полуэмпирическую зависимость степени ионности в кристаллах с тетраэдрическими связями.
- Полупроводники со стехиометрическими вакансиями

Выявил свойство химической инертности примесей полупроводников со стехиометрическими вакансиями при исследовании алмазоподобных твёрдых растворов. Это было признано открытием и внесено в Государственный реестр открытий СССР. Открытие расширило представления о поведении примесей в твёрдых телах и позволило создать высокочувствительные терморезисторы и тензорезисторы.
- Радиационно-стойкие кристаллические вещества

Обнаружил, что полупроводники типа In2Te3 не изменяют свои параметры после воздействия доз до 1018 квантов излучения Со60 с энергией 1 МэВ и 1016 быстрых нейтронов реактора. В 1971 г. совместно с Ю. Р. Забродским получил авторское свидетельство на металлические сплавы с повышенным радиационным ресурсом. Разработал общий кристаллографический критерий радиационной стойкости неметаллических соединений. С Ю. Р. Забродским и Ю. Н. Дмитриевым предложил и разработал идею создания металлических сплавов с повышенным радиационным ресурсом для ядерных реакторов.
- Равновесные «мерцающие пары»

Исследовал равновесные неустойчивые пары «вакансия – атом (или ион)» в междоузлии. Вместе с Ю. Забродским и Ю. Решетняком показал, что взаимодействие равновесных короткоживущих («мерцающих») диполей, определяет свойства суперионных кристаллов.  Исследовал фазовые переходы суперионик–сегнетоэлектрик и показал, что тепловые и диффузионные свойства металлов при высоких температурах удаётся непротиворечиво описать с использованием модели неустойчивых пар вакансия–междоузельник. Вместе с коллегами доказал, что подобные «мерцающие пары» являют собой третий тип равновесных дефектов.
- Интеркаляция

Впервые обнаружил, возможность равновесного интеркалирования электроноакцепторными молекулами, заменяя матрицы для интеркалирования на структуры, имеющие инверсный кристаллохимический мотив. Выявил порог одноосного давления перпендикулярного кристаллографическим слоям (порядка 10 Н/см2), превышение которого приводит к запрету проникновения инородных молекул в слоистую матрицу — эффектом экстеркаляции.
Выявил, что интеркаляция слоистых полупроводников в химически «кислой», протонированной среде приводит к образованию квазиодномерных кристаллических структур элементоорганических соединений, а не слоистых. За работу в этой области Владимиру Кошкину была присуждена Государственная премия Украины.

### Гуманитарные науки
Помимо физики В. М. Кошкин работал и в гуманитарных областях. Опубликовал работу об этологических механизмах естественного отбора. Исследовал причины происхождения религий, развивая идеи Эфроимсона и Джозефсона о генетике и альтруистической природе эволюции. Одной из ветвей этого исследования стали публикации и доклады о природе терроризма.
Кошкин работал и в области статистических исследований психологии, литературы и творчества. С участием независимых литературных экспертов провёл обширные статистические исследования творчества некоторых выдающихся поэтов XIX-XX веков, в частности Пушкина и Тараса Шевченко. Исследование проводилось по нескольким полярным шкалам, в том числе «интроверт-экстраверт», связанной с теорией личности Айзенка. Полученные результаты показали, что мера интровертности-экстравертности общества колеблется циклично с периодом около 50 лет и совпадает с экономическими циклами Кондратьева.
Владимир Кошкин также работал над новой, современной, концепцией образования. Своё отражение эта работа нашла в учебнике «Введение в естествознание». Кошкин опубликовал три сборника стихотворений и написал книгу о харьковском учёном Александре Николаевиче Щукареве.

## Награды и достижения

### Награды
- Первая премия Министерства высшего и среднего специального образования Грузии (1981)
- Диплом почета Выставки достижений УССР (1983)
- Золотая медаль ВДНХ СССР (1985)
- Государственная премия Украины в области науки и техники (2001)[8]
- Заслуженный деятель науки и техники Украины (2009)[14]

### Достижения
Выявление свойства химической инертности примесей в полупроводниках со стехиометрическими вакансиями было признано открытием и внесено в Государственный реестр СССР, номер и дата приоритета: №245 от 15 июля 1960 г.
В 1990–1992 годах избирался членом Правлений Физического общества СССР и Украины.
С 1996 года – член Международной Ассоциации эмпирической эстетики.
В 2002 году избран Иностранным членом Российской Академии естественных наук.
В 2005 году избран Почётным членом Российской Академии гуманитарных наук.

## Избранные публикации
- Этологический механизм биологической эволюции // Журнал общей биологии, 1980, т.11, №1, с.163-167.
- Аномальная радиационная стойкость рыхлых кристаллических структур // Физика и техника полупроводников, 1984, т.18, №8, с. 1373-1378.
- Переход Пайерлса без диэлектризации в интеркалированном металле // ДАН УССР, сер. А, 1988, №4, c. 51-55
- Внедрение инородных молекул в керамику YBa2Cu3O7 и её сверхпроводящие параметры // Сверхпроводимость: физика, химия, техника, 1990, №12, с. 2772-2776
- Влияние инертной газовой среды на критический ток в керамике YBaCuO // Сверхпроводимость, 1993, v.6, №11-12, с. 2090-2094
- Адсорбция на границах зерен и сверхпроводящие параметры керамики // Физика низких температур, 1994, т.20 №2, с. 93-96
- Инстинкт веры, или чего жаждут боги // Журнал «Октябрь», М., 1996, №7, с.139-155
- Etudes on the Science of Humanities (англ.) // «Emotion, creativity, and art» edited by L. Dorfman, C. Martindale, V. Petrov, 1997, v.1, p. 155-178
- Metals with structural vacancies: prediction of radiation stability, Mat. Res. Innov., 1997, v.1, №2, p. 97-100
- Combined mechanism of diffusion in Solids // Functional materials, 1999, v6, N2, 191-193p
- Three mirrors of poets // Bulletin of Psychology and the Arts, 2002, v.3, №1, p. 34-35
- Что такое стиль? // Журнал «22», Тель Авив, Израиль 2003
- Легирование нанокристаллов // Журнал технической физики. Письма, 2004, т.30, №9, с. 367-369
- Информация, демократия, терроризм // Журнал «22», Израиль, 2004, №131, с.108-137
- Terrorism and Altruism – From Philosophy to Security: Can we Lessen the Danger of Terrorism? // Journal of Homeland Security, USA, 2005, Nov.16
- Кинетика роста кристаллов и термодинамика наночастиц: между физикой и химией // Известия РАН 2006, т.70, №11, c. 1671-1676
- Творчество. Любовь. Вероятность успеха // «Психология. Журнал Высшей школы экономики». — М., 2007, т.4, №1, с.120 – 141
- Стратегія вищої освіти і майбутнє інтелекту України (недоступная ссылка) (укр.) // Журнал «Світогляд» НАН України, №6, 2008, Київ, с. 28-37
- Periodicities in Humankind Dynamics: Influence of Perturbations: Theoretical Approach // IAEA Twentieth Biennial Congress August 19-22, 2008, Chicago, IL; p. 31.
- Достоверное непостижимое // Журнал «Мир психологии», - М. 2010, с. 129

## Книги
- Koshkin V. M., Dmitriev Yu. N. «Physics and Chemistry of Compounds with Loose Crystal Structure», Harwood Academic Publishers, Switzerland, 1994, 138 pp.
- Остаться в сентябре... :Стихи / Владимир Моисеевич Кошкин. — Х.: Факт, 1999. — 86 с. ISBN 966-7099-51-2
- Физическая химия: Что, Где, Для чего (программа-путеводитель) / В. М. Кошкин, Ю. И. Долженко; НТУ «ХПИ». —Х.: НТУ «ХПИ», 2002. — 34 с. ББК Г 5р30-211
- От Фауста до Вертера: стихи / Владимир Кошкин. — Х.: Факт, 2006. — 175 с. ISBN 966-637-521-4
- Введение в естествознание: программа-путеводитель с коммент., указ. лит. и Интернет-ресурсами: Учебное пособие для студентов, преподавателей и для самообразования / В. М. Кошкин, И. В. Синельник, А. Г. Шкорбатов; НТУ «ХПИ». — Х.: Факт, 2006. — 151 с. ISBN 966-637-436-6
- Чувства и символы. Между духом и плотью. Короткие эссе об искусстве, о богах и о любви / В. М. Кошкин. — Х.: Фолио, 2010. — 187 с. ISBN 978-966-03-4982-7
- Профессор Александр Николаевич Щукарев. Трудно быть гением / В. М. Кошкин, А. Я. Дульфан. — Х.: Факт, 2011. — 96 с. ISBN 978-966-637-704-6